# Pulpí
Pulpí er en by og kommune i det sydøstlige Spanien i provinsen Almería. Den har et indbyggertal på 11.906 (2024) indbyggere.